# Kandidat
 For alternative betydninger, se Kandidat (flertydig). (Se også artikler, som begynder med Kandidat)
En kandidat, candidatus (mænd) eller candidata (kvinder), er indehaveren af en akademisk grad, som benyttes i de skandinaviske lande. Kandidatgraden svarer til mastergraden i den angelsaksiske verden. Kandidatgraden ligger under ph.d.-graden (tidligere benævnt licentiatgraden) og doktorgraden som er den højeste akademisk grad i Danmark.
Note: I de latinske betegnelser er der nedenfor brugt bogstavet æ; det er lige så korrekt i stedet at anvende ae.

## Danske kandidatgrader

### Det humanistiske område
- Kandidat i medie- og kommunikation – candidatus/candidata communicationis (cand.comm.)
- Kandidat i erhvervssprog og international erhvervskommunikation – candidatus/candidata linguæ mercantilis (cand.ling.merc.)
- Kandidat i pædagogi – candidatus/candidata pædagogiæ (cand.pæd.)
- Kandidat i pædagogisk psykologi  –  Cand.psych.-uddannelsen   (indtil 2004 candidatus/candidata pædagogiæ psychologiæ cand.pæd.psych.)
- Kandidat i humaniora – afskaffet i 1993 – candidatus/candidata philosophiæ (cand.phil.)
- Kandidat i humaniora – ny titel fra 2001 – candidatus/candidata magisterii (cand.mag.)

### Det naturvidenskabelige område
- Kandidat i forsikringsvidenskab – candidatus/candidata actuarii (cand.act.)
- Kandidat i landbrugsvidenskab – candidatus/candidata agronomiæ (cand.agro.)
- Kandidat i havebrugsvidenskab (hortonom) – candidatus/candidata hortonomiæ (cand.hort.)
- Kandidat i landskabsarkitektur – candidatus/candidata hortorum architecturæ (cand.hort.arch.)
- Kandidat i veterinærmedicin – candidatus/candidata medicinæ veterinariæ (cand.med.vet.)
- Kandidat i jordbrugsøkonomi – candidatus/candidata oeconomiæ agronomiæ (cand.oecon.agro.)
- Kandidat i naturvidenskab – candidatus/candidata scientiarum (cand.scient.)
- Kandidat i matematik-økonomi – candidatus/candidata scientiarum oeconomices (cand.scient.oecon.)
- Kandidat i skovbrugsvidenskab – candidatus/candidata silvinomiæ (cand.silv.)

### Det samfundsvidenskabelige område
- Kandidat i antropologi – candidatus/candidata scientiarum anthropologicarum (cand.scient.anth.)
- Kandidat i biblioteks- og informationsvidenskab – candidatus/candidata scientiarum bibliotecaris (cand.scient.bibl.)
- Kandidat i erhvervsjura og -økonomi – candidatus/candidata mercaturæ et juris (cand.merc.jur.)
- Kandidat i erhvervsøkonomi – candidatus/candidata mercaturæ (cand.merc.)
- Kandidat i erhvervsøkonomi og datalogi – candidatus/candidata mercaturæ (cand.merc.dat.)
- Kandidat i erhvervsøkonomi og Virksomhedskommunikation / M.Sc. in Business Administration and Organizational Administration (cand.merc.kom.)
- Kandidat i forhandlingsteknikker – candidatus/candidata negotiandi (cand.negot.)
- Kandidat i forvaltning – candidatus/candidata scientiarum administrationis (cand.scient.adm.)
- Kandidat i international erhvervsøkonomi – candidatus/candidata mercaturæ internationalis (cand.merc.int.)
- Kandidat i international erhvervsøkonomi og politik – candidatus/candidata mercaturæ et politices internationalis (cand.merc.pol)
- Kandidat i journalistik – candidatus/candidata publicitatis (cand.public.)

- Kandidat i jura – candidatus/candidata juris (cand.jur.)
- Kandidat i psykolog – candidatus/candidata psychologiæ (cand.psych.)
- Kandidat i revision – candidatus/candidata mercaturæ et auditoris (cand.merc.aud.)
- Kandidat i samfundsvidenskab – candidatus/candidata societatis (cand.soc.) fra Aarhus Universitet. Der findes også to dansksprogede cand.soc.-uddannelser i hhv. "Politisk Kommunikation & Ledelse" og "Human Resource Management" begge på Copenhagen Business School. Derudover findes cand.soc. i "International Sikkerhed og Folkeret" på Syddansk Universitet og cand.soc. i "Socialt Arbejde" på Aalborg Universitet, i Aalborg og København.
- Kandidat i samfundsvidenskabelig Jura - (Cand.Soc i Jura)
- Kandidat i socialvidenskab - candiˈdata/candiˈdatus ˈrerum sociˈalium (cand.rer.soc) fra Odense Universitet (nu SDU)
- Kandidat i sociologi – candidatus/candidata scientiarum socialium (cand.scient.soc.)
- Kandidat i statskundskab – candidatus/candidata scientiarum politicarum (cand.scient.pol.)
- Kandidat i økonomi – candidatus/candidata oeconomices (cand.oecon.), kandidater fra Københavns Universitet kan også kalde sig statsvidenskabelige kandidater – candidatus/candidata politices (cand.polit.)

### Det sundhedsvidenskabelige område
- Kandidat i sygepleje – candidatus/candidata curationis (cand.cur.)
- Kandidat i klinisk biomekanik – candidatus/candidata manutigii (cand.manu.)
- Kandidat i medicin – candidatus/candidata medicinæ (cand.med.)
- Kandidat i odontologi (tandlægevidenskab) – candidatus/candidata odontologiæ (cand.odont.)
- Kandidat i farmaci – candidatus/candidata pharmaciæ (cand.pharm.)
- Kandidat i sundhedsvidenskab – candidatus/candidata scientiarum sanitatis (cand.scient.san.)
- Kandidat i folkesundhedsvidenskab – candidatus/candidata scientiæ sanitatis publicæ (cand.scient.san.publ.)
- Kandidat i biomedicinsk teknologi – candidatus/candidata scientiarum medicinæ (cand.scient.med.)

### Det teknisk-videnskabelige område
- Kandidat i landinspektørvidenskab – candidata/candidatus geometriæ (cand.geom.)
- Kandidat i ingeniørvidenskab – candidatus/candidata polytechnices (cand.polyt.)
- Kandidat inden for det teknisk-naturvidenskabelige – candidatus/candidata scientiarum technologiæ (cand.scient.techn.)
- Kandidat i levnedsmiddelvidenskab – candidatus/candidata technologiæ alimentariæ (cand.techn.al.)
- Kandidat i levnedsmiddelvidenskab, bromatolog – candidatus/candidata bromatologiæ (cand.brom.)
- Kandidat i teknologisk-samfundsvidenskabelig planlægning – candidatus/candidata technices socialium  (cand.techn.soc.)

### Det teologiske område
- Kandidat i teologi – candidatus/candidata theologiæ (cand.theol.)

### Øvrige
- Kandidat i arkitektur – candidatus/candidata architecturæ (cand.arch.)
- Kandidat i informationsteknologi – candidatus/candidata informationis technologiæ (cand.it.)
- Kandidat i konservering – candidatus/candidata scientiæ conservandi (cand.scient.cons.)
- Kandidat i musik – candidatus/candidata musicae (cand.musicae)

De øvrige akademiske grader, der kan opnås i Danmark, er bachelorgraden, magistergraden, ph.d.-graden og doktorgraden.